# TIA
Een TIA (transient ischemic attack, 'kortstondige ischemische aanval') of VIA (voorbijgaande ischemische aanval) is een neurologische aanduiding voor een bepaalde gebeurtenis in het centraal zenuwstelsel.
De bloeddoorstroming van een (groter of kleiner) deel van de hersenen wordt even onderbroken door een niet nader gespecificeerde oorzaak (meestal een stolseltje) maar de verschijnselen die dit teweegbrengt zijn binnen 24 uur geheel verdwenen. Is dat laatste niet het geval dan betreft het per definitie geen TIA. Verdwijnen de verschijnselen wel volledig, maar duurt dit langer dan 24 uur, dan spreekt men van een Reversible Ischaemic Neurologic Deficit (RIND)). Bij zeer nauwkeurig onderzoek blijkt overigens dat veel TIA's toch niet helemaal overgaan en dus eigenlijk geen TIA's waren. Verdwijnen de verschijnselen niet volledig, dan spreekt men van een 'cerebrovasculair accident' (CVA), ook wel beroerte genoemd.
De verschijnselen hangen af van het getroffen deel van het brein. Vaak is dit een tijdelijke verlamming van een lichaamsdeel of gelaatshelft, of een onvermogen te spreken of taal te begrijpen.
Hoewel een TIA op zichzelf weinig ernstige gevolgen heeft is het een belangrijke voorspeller voor het optreden van een ernstigere beroerte. De kans op een dergelijke ernstigere beroerte of CVA wordt ingeschat aan de hand van een klinische score, de ABCD²-score. De kans op een CVA gedurende de eerste week na het doormaken van een TIA is 5 tot 10%; 25% van de patiënten maakt binnen de eerstvolgende vijf jaar een CVA door. Om die reden dient getracht te worden een oorzaak van de TIA te achterhalen en is het belangrijk om de bestaande risicofactoren zo veel mogelijk aan te pakken en dat wil zeggen stoppen met roken (verreweg de grootste winst is hiermee te halen), een eventueel te hoge bloeddruk reguleren, eventuele suikerziekte zo goed mogelijk behandelen, cholesterol verlagen en de aggregatie van bloedplaatjes remmen. Als dit allemaal lukt is de kans op herhaling of op een grotere beroerte flink verlaagd (maar nog steeds flink hoger dan bij de gezonde bevolking).
TIA's ontstaan meestal bij mensen met hoge bloeddruk en tekenen van atheromatose. De meeste zijn waarschijnlijk het gevolg van kleine stolseltjes die van atherosclerotische plaques loskomen, stroomafwaarts spoelen en vastlopen in een vaatje met een kleinere diameter alvorens op te lossen. Sommige stolseltjes komen uit het hart, andere uit de halsslagader. Het is zinvol om te controleren of er misschien sprake is van een hartritmestoornis, waar dan soms wat aan gedaan kan worden en of er een obstructie van de halsslagader is die soms kan worden geopereerd.
Een derde van de mensen die een beroerte of TIA heeft doorgemaakt wordt depressief. Langdurige suppletie met foliumzuur, vitamine B6 en vitamine B12 blijkt de kans op depressie na een beroerte of TIA met 50% te kunnen verlagen.